# 대홍단 감자
《대홍단 감자》는 조선민주주의인민공화국의 동요이자 선전가요이다. 량강도 대홍단군의 특산물인 감자가 주제다. 대한민국은 유튜브를 통하여 유명해지기 시작했다.